# 红千手螺
红千手螺（学名：Chicoreus aculeatus），是新腹足目骨螺科千手螺属的一种。主要分布于越南、印度尼西亚、中国大陆、台湾，常栖息在潮下带。